# Zweite Oberliga
La Zweite Oberliga (ou 2. Oberliga) fut aussi appelée "Zweite Liga" (2. Liga) ou encore "Zweite Division" (II. Division).
Ce fut une ligue de football qui exista entre la reprise des compétitions peu après la Seconde Guerre mondiale et la création de la Bundesliga.
De 1949 à 1963, la "2. Oberliga" fut directement inférieure aux Oberligen, et donc l'équivalent d'une Division 2.

## Introduction
Jusqu’aux années 1930, la structure hiérarchique du football allemand resta exclusivement inféodée aux Fédérations régionales. Chacune organisait sa propre compétition et pouvait posséder sa propre oberliga (dans le sens la plus haute), mais son nom officiel fut rarement Oberliga (avec une majuscule). Au contraire, la terminologie usitée faisait état de Bezirksliga, Verbandsliga ou Kreisliga. De plus, pendant longtemps, presque toutes les fédérations organisèrent des championnats locaux ou sub-régionaux et le titre régional n’était attribué qu’après un tour final et très souvent une finale.

## Reprise des compétitions
Après la Seconde Guerre mondiale, la Deutscher Fussball Bund retrouva ses prérogatives : dès l’arrivée au pouvoir des Nazis, en 1933, la DFB fut vidée de sa substance. Elle n’eut plus aucun pouvoir décisionnaire et fut réduite au rang « d’autorité honorifique », pour finalement cesser de fonctionner à partir de 1940.
En 1945, les clubs et associations furent dissous par les Alliés, mais ils se reconstituèrent en Sportgruppe (SG). On rejoua assez rapidement à Berlin (Berliner Stadtliga) dans les régions Sud (Fussball Oberliga Süd) et Sud-Ouest (Fussball Oberliga Südwest).
Après deux saisons « officieuses », les compétitions reprirent officiellement sur l'ensemble du territoire allemand en vue de l'exercice 1947-1948.

### Création des Oberligen
En 1947, la DFB établit cinq ligues supérieures, les Oberligen, réparties géographiquement et dont la gestion fut en grande partie déléguées aux Fédérations régionales (dissoutes par les Nazis) qui étaient reconstituées et reprenaient leurs activités.
Ces cinq ligues « supérieures » furent
- Oberliga Nord
- Berlin Stadtliga
- Oberliga West (Ouest)
- Oberliga Südwest (Sud-Ouest)
- Oberliga Süd (Sud)

### Football professionnel ou pas
Le débat concernant le « football professionnel » (arrêté sous le régime hitlérien qui le bannissait) reprit en même temps que les compétitions. Une décision tranchée tarda à être prise. Les « pour » restèrent longtemps en équilibre avec les « contre ». Mais surtout les Fédérations régionales ne voulaient pas perdre de leur influence. C'est pour ces raisons qu'il fallut attendre 1963 pour voir la création d'une ligue fédérale unique et professionnelle (Bundesliga).
Néanmoins, le camp des « pour 3 gagnait progressivement du terrain. Le côté pragmatique des Allemands les incita à mettre en place, dès 1947, un système de « licences » devant être obtenue par qu'un club pour pouvoir participer aux ligues supérieures.

## Zweite Oberligen
En vue de la saison 1949-1950, la Westdeutscher Fußball-und Leichtathletikverband (WFLV), la fédaration régionale d'Allemagne occidentale mit en place une 2. Oberliga West. La saison suivante, la Süddeutscher Fußball-Verband (SFV) et la Fußball-Regional-Verband Südwest (FRVS) (fédérations régionales du Sud et du Sud-Ouest) firent de même en créant une 2. Oberliga.
Les régions Nord (Norddeutscher Fußball-Verband) et Berlin (Berliner Fußball-Verband) ne rejoignirent pas le mouvement. Il n'y eut donc que trois 2. Oberligen:
- 2. Oberliga West
- 2. Oberliga Süd
- 2. Oberliga Südwest

## Champions & vice-champions
Les tableaux ci-dessous vous proposent la liste des clubs ayant été sacrés champion dans une des trois 2. Oberligen. Pour rappel, les régions « Nord » et « Berlin » n'instaurèrent pas de « 2. Oberliga ».
Les clubs dont le nom apparaît en lettres italiques NE FURENT PAS promus.

### 2. Oberliga West
| Saisons | Champions                                         | Vice-champions                               |
| ------- | ------------------------------------------------- | -------------------------------------------- |
| 49-50   | Gp 1: Rheydter SpV Gp 2: Sportfreunde Katernberg  | Fortuna Düsseldorf Borussia München-Gladbach |
| 50-51   | Gp 1: Meidericher SV Gp 2: SV Bayer 04 Leverkusen | Schwarz-Weiss Essen SSV 04 Wuppertal         |
| 51-52   | Gp 1: SV Sodingen Gp 2: Borussia München-Gladbach | VfB Bottrop TSG Vohwinkel                    |
| 52-53   | VfL Bochum                                        | Rheydter SpV                                 |
| 53-54   | Duisburger SpV                                    | SC Westfalia Herne                           |
| 54-55   | SSV 04 Wuppertal                                  | Sportfreunde Hamborn 07                      |
| 55-56   | VfL Bochum                                        | Meidericher SV                               |
| 56-57   | Sportfreunde Hamborn 07                           | Rot-Weiss Oberhausen                         |
| 57-58   | STV Horst-Emscher                                 | Borussia München-Gladbach                    |
| 58-59   | Sportfreunde Hamborn 07                           | Schwarz-Weiss Essen                          |
| 59-60   | SV Sodingen                                       | TSV Marl-Hüls                                |
| 60-61   | Schwarz-Weiss Essen                               | Fortuna Düsseldorf                           |
| 61-62   | SV Bayer 04 Leverkusen                            | SSV 04 Wuppertal                             |
| 62-63   | VfB Bottrop                                       | TuS Duisburg 48/99                           |

### 2. Oberliga Süd
| Saisons | Champions              | Vice-champions            |
| ------- | ---------------------- | ------------------------- |
| 50-51   | SV Stuttgarter Kickers | SV Viktoria Aschaffenburg |
| 51-52   | TSG Ulm 1846           | BC Augsburg               |
| 52-53   | SSV Jahn Regensburg    | Hessen Kassel             |
| 53-54   | TSV Schwaben Augsburg  | SSV Reutlingen            |
| 54-55   | TSV 1860 München       | SV Viktoria Aschaffenburg |
| 55-56   | Freiburger FC          | FC Bayern München         |
| 56-57   | TSV 1860 München       | SSV Reutlingen            |
| 57-58   | SV Waldhof Mannheim 07 | TSG 1846 Ulm              |
| 58-59   | SV Stuttgarter Kickers | FC Bayern Hof 1910        |
| 59-60   | SV Waldhof Mannheim 07 | SSV Jahn Regensburg       |
| 60-61   | BC Augsburg            | TSV Schwaben Augsburg     |
| 61-62   | Hessen Kassel          | TSG 1846 Ulm              |
| 62-63   | FSV Frankfurt          | ESV Ingolstadt-Ringsee    |

### 2. Oberliga Südwest
| Saisons | Champions                 | Vice-champions           |
| ------- | ------------------------- | ------------------------ |
| 51-52   | VfR Kirn                  | FV Speyer                |
| 52-53   | ASV Landau                | VfR Frankenthal          |
| 53-54   | Sportfreunde Saarbrücken  | Eintracht Bad Kreuznach  |
| 54-55   | SpVgg Andernach           | FV Engers 07             |
| 55-56   | Sportfreunde Saarbrücken  | FV Speyer                |
| 56-57   | SV St. Ingbert            | TuRa Ludwigshafen        |
| 57-58   | SpVgg Weisenau            | Sportfreunde Saarbrücken |
| 58-59   | VfR Kaiserslautern        | Ludwigshafener SC 1925   |
| 59-60   | SV 1911 Niederlahnstein   | TuS Neuendorf            |
| 60-61   | VfR Kaiserslautern        | BSC 1914 Oppau           |
| 61-62   | SV 1911 Niederlahnstein   | VfR Frankenthal          |
| 62-63   | SV Phönix 03 Ludwigshafen | Eintracht Trier          |

## Dissolution
À la fin de la saison 1962-1963, lors de la création de la Bundesliga, les 2. Oberligen disparurent.
Dans les trois régions concernées, les clubs qui en faisaient partie furent reversés soit dans la Regionalliga (créée à ce moment) qui les concernaient, soit retournèrent dans une "Amateurliga" de leur région.